# Franziska Steinhauer
Franziska Steinhauer (* 1962 in Freiburg im Breisgau) ist eine deutsche Schriftstellerin.

## Leben
Steinhauer studierte Pädagogik mit den Schwerpunkten Psychologie und Philosophie. Seit 1993 lebt die Autorin in Cottbus und arbeitet seit 2004 als freie Autorin. Zuvor war sie 14 Jahre an verschiedenen Schulen und in der Erwachsenenbildung tätig. Ihr Studium ermöglicht ihr, dem Leser tiefe Einblicke in das pathologische Denken und Agieren ihrer Romanfiguren zu geben. Um ihr Wissen auf eine breite Basis zu stellen, studierte sie Forensic sciences & Engineering an der BTU Cottbus und schloss mit dem Master ab. Franziska Steinhauer gehört der Autorengruppe deutschsprachiger Kriminalliteratur „Das Syndikat“  an und ist Mitglied des Netzwerkes deutschsprachiger Krimiautorinnen „Mörderische Schwestern“.

## Werke

### Peter Nachtigall
1. Racheakt. Gmeiner Verlag, Messkirch 2006, ISBN 978-3-89977-674-4.
2. Seelenqual. Gmeiner Verlag, Messkirch 2006, ISBN 978-3-89977-697-3.
3. Narrenspiel. Gmeiner Verlag, Messkirch 2007, ISBN 978-3-89977-717-8.
4. Menschenfänger. Gmeiner Verlag, Messkirch 2008, ISBN 978-3-89977-752-9.
5. Wortlos. Gmeiner Verlag, Messkirch 2009, ISBN 978-3-8392-1026-0.
6. Gurkensaat. Gmeiner Verlag, Messkirch 2010, ISBN 978-3-8392-1100-7.
7. Spielwiese. Gmeiner Verlag, Messkirch 2011, ISBN 978-3-8392-1134-2.
8. Kumpeltod. Gmeiner Verlag, Messkirch 2013, ISBN 978-3-8392-1374-2.
9. Brandherz. Gmeiner Verlag, Messkirch 2015, ISBN 978-3-8392-1691-0.
10. Todessehnsucht. Gmeiner Verlag, Messkirch 2016, ISBN 978-3-8392-1833-4.
11. Spreewald-Tiger. Gmeiner Verlag, Messkirch 2018, ISBN 978-3-8392-2263-8.
12. Spreewaldmord. Gmeiner Verlag, Messkirch 2019, ISBN 978-3-8392-2422-9.
13. Gurkendeal. Gmeiner Verlag, Messkirch 2020, ISBN 978-3-8392-2573-8.
14. Spreewaldkohle. Gmeiner Verlag, Messkirch 2021, ISBN 978-3-8392-2860-9.
  - Mörderisches aus Cottbus und dem Spreewald. Kurzgeschichte zur Reihe. Gmeiner Verlag, Messkirch 2021, ISBN 978-3-8392-2941-5.
15. Spreewaldrauschen. Gmeiner Verlag, Messkirch 2022, ISBN 978-3-8392-0197-8.
16. Parkgeflüster. Gmeiner Verlag, Messkirch 2023, ISBN 978-3-8392-0400-9.

### Sven Lundquist / Schweden-Krimi mit Rezepten
Diese Krimis sind auch Teil der Krimi-Serie Mord und Nachschlag, die Romane von verschiedenen Autoren umfasst.
1. Ferienhaus für eine Leiche. Oktober Verlag, Münster 2008, ISBN 978-3-938568-73-6.
2. Mord im Hause des Herrn. Oktober Verlag, Münster 2009, ISBN 978-3-938568-97-2
3. Hausgemeinschaft mit dem Tod. Oktober Verlag, Münster 2012, ISBN 978-3-941895-25-6.
4. Zuhause wartet schon dein Henker. Oktober Verlag, Münster, 2015, ISBN 978-3-944369-37-2.
5. Das Böse lebt in deinem Haus. Oktober Verlag, Münster 2023, ISBN 978-3-946938-70-5.

### Andere Werke
- Angst, fredeboldundfischer Verlag 2008, ISBN 978-3-939674-37-5.
- Katzmann und das verschwundene Kind, Jaron Verlag 2011, ISBN 978-3-89773-900-0.
- Sturm über Branitz, Gmeiner Verlag 2011, ISBN 978-3-8392-1218-9.
- Zur Strecke gebracht (mit Wolfgang Spyra), Gmeiner Verlag 2012, ISBN 978-3-8392-1327-8.
- Die Stunde des Medicus, Gmeiner Verlag 2014, ISBN 978-3-8392-1501-2.
- Wer mordet schon in Cottbus und im Spreewald?, Gmeiner Verlag 2014, ISBN 978-3-8392-1583-8.
- Das Café, der Wald und der Tod. Edition Krimi, 2023, ISBN 978-3-948972-97-4.

### In Anthologien
- Alles gut? und Zahltag. In: Fachverband der Druckindustrie und Informationsverarbeitung e.V. FDI Berlin (Hrsg.): Worte wandeln sich. Eine Anthologie rund um das Grafische Gewerbe. Berlin 2022, S. 31–47 und 113–122 (zwei Beiträge).